# Euphorbia allocarpa
Euphorbia allocarpa là một loài thực vật có hoa trong họ Đại kích. Loài này được S.Carter mô tả khoa học đầu tiên năm 1984.